# Diana Athill
Diana Athill (Londres, 21 de diciembre de 1917-ibídem, 23 de enero de 2019) fue una editora literaria, novelista y escritora de memorias británica que trabajó con algunos de los más grandes escritores del siglo XX en la editorial con sede en Londres Andre Deutsch Ltd.

## Sus orígenes
Diana Athill nació en Kensington, Londres, durante un bombardeo de zepelín durante la Primera Guerra Mundial. Fue criada en el condado inglés de Norfolk, en Ditchingham Hall, en una casa de campo. Sus padres eran el comandante Lawrence Athill (1888-1957) y Alice Carr Athill (1895-1990). Diana tenía un hermano, Andrew, y una hermana, Patience. Su abuelo materno fue el biógrafo William Carr (1862-1925). El padre de su abuela materna era James Franck Bright (1832-1920), un maestro del University College de Oxford. Athill se graduó en el Lady Margaret Hall, Oxford, en 1939 y trabajó para la BBC durante la Segunda Guerra Mundial.

## Carrera
Después de la guerra, Athill ayudó a su amigo André Deutsch a establecer la editorial Allan Wingate, y cinco años más tarde, en 1952, fue directora fundadora de la editorial que recibió su nombre. Trabajó estrechamente con muchos autores de Deutsch, incluidos Philip Roth, Norman Mailer, John Updike, Mordecai Richler, Simone de Beauvoir, Jean Rhys, Gitta Sereny, Brian Moore, V.S. Naipaul, Molly Keane, Stevie Smith, Jack Kerouac, Charles Gidley Wheeler, Margaret Atwood y David Gurr.
Athill se retiró de Deutsch en 1993 a la edad de 75 años, después de más de 50 años en el mundo editorial. Continuó influyendo en el mundo literario a través de sus reveladoras memorias acerca de su carrera editorial. 
Su primer libro como autora fue la colección de cuentos An Unavoidable Delay (1962), y publicó otras dos obras de ficción: una novela titulada Don't look at me like that (1967) y en 2011 otro volumen de cuentos titulado Midsummer Night in the Workhouse. Sin embargo, fue más conocida por sus libros de memorias, el primero de los cuales fue Instead of a Letter en 1963. Estas memorias no fueron escritas en orden cronológico, siendo Yesterday Morning (2002) el relato de su infancia. También tradujo varias obras del francés. 
Apareció en Desert Island Discs en 2004 a la edad de 86 años y seleccionó una grabación de La creación de Haydn como la más valorada de los ocho discos seleccionados y la La feria de las vanidades de Thackeray como libro.
En 2008, ganó el Premio Costa Book por sus memorias Somewhere Towards The End, un libro sobre la vejez. Por el mismo libro, también recibió el Premio del Círculo de Críticos Nacional del Libro en 2009.
Athill fue nombrada Oficial de la Orden del Imperio Británico (OBE) en 2009 por sus servicios a la literatura.
En junio de 2010, fue objeto de un documental de la BBC, Growing Old Disgracefully, que forma parte de la serie Imagine. En 2013, fue considerada como una de las 50 mejores vestidas mayores de 50 años por The Guardian.
En 2011, Granta Books publicó Instead of a Book: Letters to a Friend, una colección de cartas de Athill al poeta estadounidense Edward Field narrando su íntima correspondencia que abarca más de 30 años (él conservó todas sus cartas, ella no guardó ninguna de las suyas). Granta Books publicó dos títulos suyos más: Alive, Alive Oh!: And Other Things That Matter in 2015 y A Florence Diary en 2016. 

## Vida personal
Según el periodista Mick Brown, «ella atribuye su huida de los convencionalismos a su primer amor, Tony Irvine, un piloto de la RAF de quien se enamoró a la edad de 15 años, y que fue bendecido, dice, «con un enfoque muy abierto de la vida». El fracaso de su relación con Irvine (conocido como Paul en Instead of a Letter), su «gran amor», la «dejó desolada» por muchos años: «Mis relaciones después de eso, los mantuve lo más triviales posible. Tenía miedo de la intensidad, porque sabía que iba a resultar herida». Irvine fue a la guerra en Egipto y, finalmente, dejó de responder a las cartas de Athill, y dos años más tarde pidió que se pusiera fin a su compromiso. A los 43 años, Athill sufrió un aborto involuntario.
Consideraba que sentía una «estúpida predilección hacia los extranjeros oprimidos», una inclinación que ella caracteriza como una «excentricidad graciosa» en su instinto maternal: «nunca deseé tener hijos, pero siempre tuve gusto por los enclenques». Un amante, el escritor egipcio Waguih Ghali, que sufría de depresión, se suicidó en su apartamento. Su relación más notable, sobre la que ella más tarde escribió un libro, «fue una relación algo fugaz, y claramente extraña» con Hakim Jamal, un afroamericano radical, que afirmaba que él era Dios y era primo hermano de Malcolm X. La otra amante de Jamal, Gale Benson, fue asesinada el líder trinitario del Black Power Michael X. Jamal fue asesinada por terceros, un año más tarde. Athill relató estos hechos en el libro de 1993 titulado Make Believe: A True Story.
Su relación más larga fue con el dramaturgo jamaicano Barry Reckord. La relación duró ocho años, pero Reckord compartió su piso durante cuarenta. Ella lo describió como una «especie de matrimonio distante».
Se mudó a un apartamento en una residencia del norte de Londres para los «mayores activos» a finales de 2009, diciendo sobre esta decisión: «Casi de inmediato al llegar a la casa, supe que me iba a gustar. Y por supuesto, me gustó. Una vida libre de preocupaciones en un nido pequeño y cómodo...» Cumplió 100 años en diciembre de 2017. Murió el 23 de enero de 2019, a los 101 años, después de una breve enfermedad.